# Пуцањ (Морнарички истражитељи: Лос Анђелес)
Епизода Пуцањ је 5. епизода 1. сезоне серије "МЗИС: Лос Анђелес". Премијерно је приказана 20. октобра 2009. године на каналу ЦБС.

## Опис
Сценарио за епизоду је писао творац серије "МЗИС: Лос Анђелес" Шејн Бренан, а режирао ју је Дејвид М. Берет.
Извођач радова је убијен док је скијао на води, а екипа се боји да су се његове поверљиве софтверске тајне изгубиле док не пронађу осумњичену: севернокорејску атентаторку по имену Ли Ван Каи која је можда повезана са директором Венсон и чија је властита присутност прогонила директора Венса неколико година. У међувремену, агент приправник Доминик Вејл иде на тајни задатак по први пут.
У овој епизоди се појављују форензичарка Ебигејл Шуто и директор Леон Венс.

## Ликови

### Из серијеМЗИС: Лос Анђелес
- Крис О’Донел као Гриша Кален
- Питер Камбор као Нејт Гејц
- Данијела Руа као Кензи Блај
- Адам Џамал Крег као Доминик Вејл
- Линда Хант као Хенријета Ленг
- Џејмс Тод Смит као Семјуел Хана
- Берет Фоа као Ерик Бил

### Из серијеМЗИС
- Поли Перет као Ебигејл Шуто
- Роки Керол као Леон Венс